# پال استوکی
پال استوکی (انگلیسی: Paul Stookey؛ زادهٔ ۳۰ دسامبر ۱۹۳۷) یک موسیقی‌دان اهل ایالات متحده آمریکا است. 